# Trnovče
Trnovče je naselje v Občini Lukovica.